# Derecho aeronáutico
La expresión Derecho aeronáutico remite al conjunto de normas jurídicas que regulan la navegación aérea y el establecimiento y uso de sus infraestructuras, sea con fines civiles (comerciales o no) o militares. Dichas normas pueden ser tanto de origen nacional o interno (esto es, adoptadas unilateralmente por cada Estado), como de origen internacional (esto es, surgidas de acuerdos bilaterales o multilaterales entre varios Estados o de organizaciones constituidas por éstos, como la Organización de Aviación Civil Internacional), siendo este último tipo de normas aeronáuticas muy numerosas y relevantes por el frecuente alcance supranacional de los vuelos.
La navegación aérea puede suscitar relaciones jurídicas de diversa naturaleza o especialidad y, por ello, las normas que las regulan, aunque puedan ser agrupadas e identificadas por su objeto aeronáutico, pertenecen a diversas ramas del Derecho, como el Derecho Administrativo (caso de las normas que regulan o autorizan la apertura de aeródromos, las licencias de vuelo o la imposición de sanciones), el Derecho Internacional Público (caso, por ejemplo, de las normas y organizaciones aeronáuticas derivadas de acuerdos internacionales), el Derecho Mercantil (al que se adscriben, por ejemplo, las normas que regulan el contrato de transporte aéreo), el Derecho Laboral (del que forman parte las normas sobre condiciones de trabajo de las tripulaciones) o el Derecho Penal (del que proceden las normas que determinan y reprueban los delitos aeronáuticos).
Aunque no sean normas jurídicas en sentido estricto y, por ello, no puedan considerarse integradas en el Derecho aeronáutico, muy relevante es la función autorreguladora de las directrices, criterios o reglas adoptados en el seno de la Asociación Internacional de Transporte Aéreo (IATA), a los que voluntariamente se someten las numerosas compañías aéreas que forman parte de la misma.

## Principios Generales de la Legislación Aeronáutica

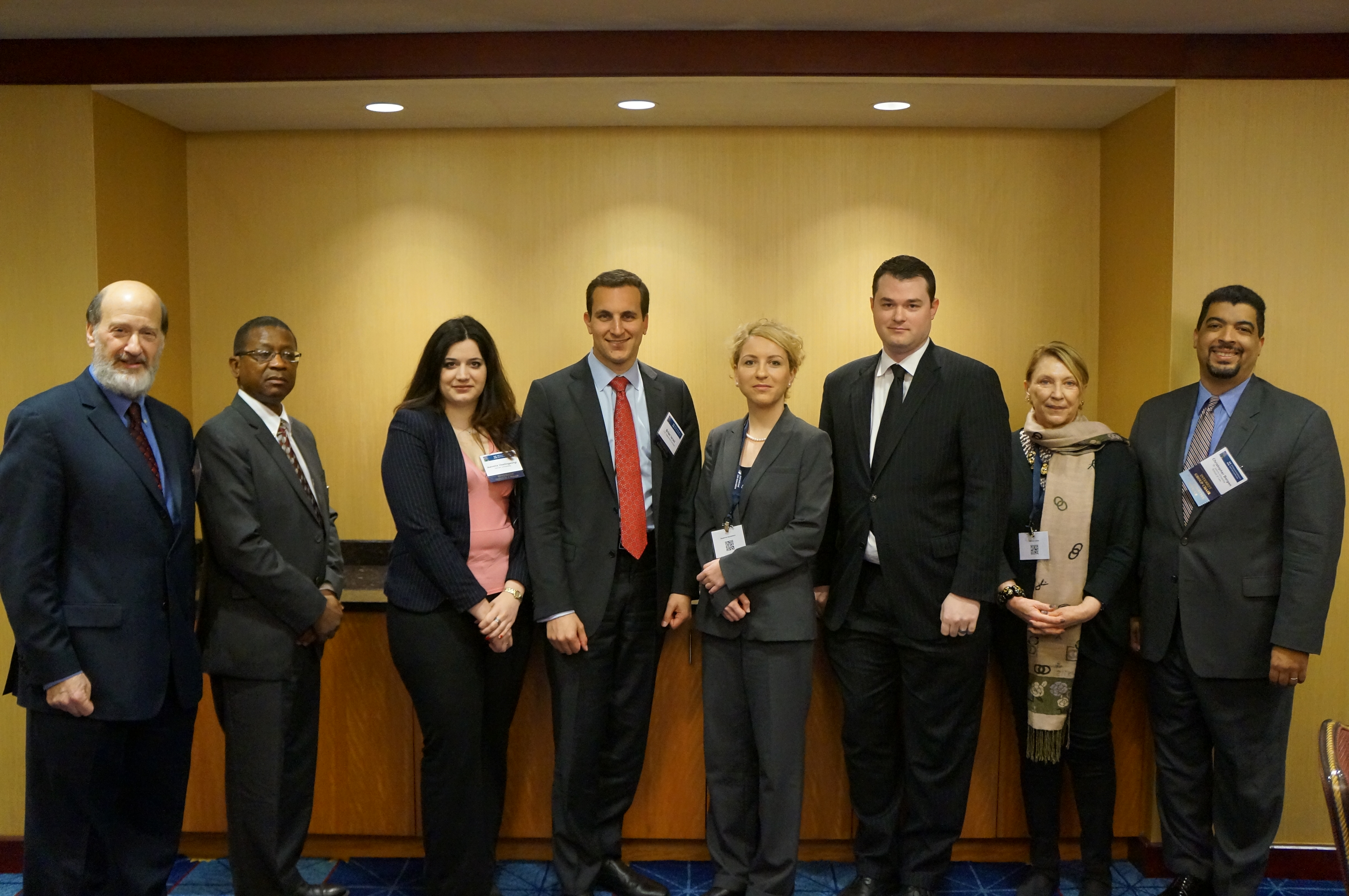
American Society of International Law Space Interest Group 2014 Board meeting

1. Los Estados tienen soberanía exclusiva y absoluta sobre el espacio aéreo que cubre su territorio. Deriva del poder de Policía, facultad de sancionar normas.
2. Los derechos del propietario del suelo deben ceder en beneficio de la circulación aérea - Facultad de establecer normas de restricción al dominio privado en beneficio de la circulación aérea.
3. La aeronave no debe permanecer inactiva. A. Criterio económico. B. Materializa los motivos de interés general.
4. El viaje siempre debe realizarse. Criterio económico: obtener recursos necesarios.
5. La responsabilidad contractual y extracontractual derivada de los hechos y actos vinculados con la actividad aeronáutica es limitada. Pone en acto la autonomía de esta rama del derecho. Va en contra del principio de reparación integral del daño producido.

## Tratados Internacionales
Los globos aeroestáticos fueron utilizados en la guerra franco-alemana de 1870-71, y la Primera Conferencia de La Haya de 1899 estableció una moratoria de cinco años sobre el uso de globos en las operaciones de combate, que no fue renovada por la Segunda Conferencia de La Haya (1907). Antes de la Primera Guerra Mundial, varias naciones firmaron acuerdos bilaterales sobre el estatus legal de los vuelos internacionales, y durante la guerra, varias naciones tomaron el paso de prohibir vuelos sobre su territorio. A raíz de la guerra se establecieron varios regímenes de tratados multilaterales en competencia, entre ellos el Convenio de París de 1919, la Convención Iberoamericana (1926) [3] y la Convención de La Habana (1928) [4]. La Asociación de Transporte Aéreo Internacional (IATA) fue fundada en 1919 en una conferencia en La Haya, para fomentar la cooperación entre líneas aéreas en diversas áreas comerciales y legales. [2]
La falta de uniformidad en el derecho aéreo internacional, particularmente en lo que respecta a la responsabilidad de las compañías aéreas internacionales, llevó al Convenio de Varsovia de 1929.
El Convenio de Chicago sobre Aviación Civil Internacional fue firmado en 1944, durante la Segunda Guerra Mundial. Establecía la creación de la Organización de Aviación Civil Internacional como unidad de las Naciones Unidas dedicada a supervisar la aviación civil. La Convención también estableció varios principios generales que rigen el servicio aéreo internacional.
El Convenio de Tokio de 1963 promulgó nuevas normas internacionales para el tratamiento de los delitos cometidos contra aviones o relacionados con ellos. El Convenio de Montreal de 1999 actualizó las disposiciones sobre responsabilidad de los transportistas del Convenio de Varsovia, mientras que el Tratado de Ciudad del Cabo de 2001 creó un régimen internacional para el registro de las garantías reales en aeronaves y otros grandes bienes muebles.

### Autorización y supervivencia continua
La primera forma de responsabilidad internacional viene dada por del artículo VI del Tratado del Espacio Exterior. Esta disposición establece que los Estados (partes) son responsables de la perspectiva internacional de sus actividades espaciales nacionales, que son llevadas por su gobierno o sus nacionales individuales. Artículo VI exige a los Estados Partes la obligación de autorizar y controlar dichas actividades. 
La redacción del artículo VI del Espacio 1967 ha dado lugar a mucha discusión y es objeto de controversia. Si es indiscutible que un Estado puede ser considerado responsable, sobre esta base de las actividades espaciales por un operador privado nacional, que es, sin embargo, no muestra que el legislador internacional intención de crear una responsabilidad absoluta dependientes del estado (la naturaleza absoluta derivada por un lado, la ausencia de hecho ilícito y, en segundo lugar, la ausencia de cualquier posibilidad de exención sin límite de cantidad de compensación). Dicha responsabilidad absoluta resultante de la interpretación del artículo VI que un Estado es responsable por el mero hecho de que la actividad espacial nacional ha causado daños (se habla aquí de la interpretación "absolutista"). Por lo tanto, no es posible que un Estado para evadir esta responsabilidad mediante el establecimiento e implementación de un sistema de concesión de licencias y la supervisión, como exige el artículo VI.
En muchos sentidos, esta interpretación choca con la teoría general de la responsabilidad internacional de los Estados. En primer lugar, debido a que un Estado no es responsable, el punto de vista internacional, a causa de sus nacionales. Es otro modo solo si se deriva o es en sí constituyen una violación por parte del Estado de sus obligaciones internacionales. Entonces, a diferencia de la responsabilidad civil del derecho civil, el daño no es un elemento constitutivo de la responsabilidad internacional. Se considera que en vista de la reparación. La interpretación del artículo VI cantidades "absolutistas" a un vínculo directo entre el hecho (actividades en el espacio) y el daño, ya que no está obligado a demostrar objetivamente un acto ilegal ( violación de una obligación internacional).
En esta controversia añade incertidumbre a la noción de las actividades espaciales nacionales y estatales apropiado. Artículo VI no define qué efecto (s) es o son la (s) norma (s) aplicable (s) para determinar la nacionalidad de las actividades (en contraposición a bienes o personas que pueden estar ubicados físicamente). Algunos estados consideran como las actividades llevadas a cabo bajo su jurisdicción que las actividades de sus nacionales. Otros estados (Bélgica, Países Bajos) consideran en cambio que solo el lugar donde se llevan a cabo las actividades de un criterio pertinente. La cuestión de su importancia cuando uno examina el alcance del requisito de autorización y supervisión impuesta al Estado. Teniendo en cuenta que las actividades sujetas a autorización y supervisión pueden llevarse a cabo fuera de la jurisdicción del estado apropiado, incluyendo el territorio de un tercer Estado, hay que aceptar que la aplicación efectiva de la autorización y supervisión está sujeta a la autorización del Estado de donde las actividades se llevan a cabo. Por lo tanto, esta interpretación es hacer que el Estado responsable de las actividades llevadas a cabo fuera de su jurisdicción.

### Daños causados por objetos espaciales
La segunda forma de responsabilidad internacional por las actividades espaciales es la responsabilidad por daños en virtud del artículo VII del Tratado del Espacio Exterior.
En inglés, la distinción se ve facilitada por el uso de diferentes términos dependiendo de si se habla de responsabilidad internacional en virtud del artículo VI del Tratado del espacio exterior ( "responsabilidad") o de responsabilidad por los daños que se refiere el artículo VII ( "pasivo"). Aunque se habla de responsabilidad por los daños, es de hecho una responsabilidad internacional, ya que se concibe y ejercicios entre los Estados.

### Principio de no-contaminación
Esto es para evitar que las actividades de los Estados no causan efectos nocivos o cambios adversos en el medio ambiente del espacio o el medio ambiente terrestre. La aplicación de este principio se basa principalmente en las consultas internacionales antes de cualquier actividad potencialmente dañina. Esta disposición particular puede justificar una acción preventiva contra los estados cuyas actividades son susceptibles de generar desechos espaciales. Sin embargo, dicha acción sigue siendo fuerte teórica: el ejemplo de la destrucción de disparar un satélite degradado por el ejército chino en enero de 2007 muestra que, si bien estas consultas podrían haber sido útiles, no se tuvieron en cuenta Como parte del Tratado del Espacio exterior y que, por razones estratégicas relacionadas con los intereses de defensa. Era incluso la destrucción de disparos de las tropas estadounidenses de un satélite espía a la deriva en febrero de 2008. Sin embargo, a diferencia del chino de tiro, la destrucción del satélite de Estados Unidos ha limitado el número de restos creados en el pozo órbita.
Otra aplicación de este principio es la importación de material biológico en otros planetas que pueden interferir con la búsqueda de formas de vida. Esta hipótesis fue planteada en la exploración de Marte.

### Principio de libre acceso a instalaciones y equipos
Un papel especial está reservado al secretario general de las Naciones Unidas para recoger la información presentada por los Estados sobre sus actividades espaciales y para facilitar esta información a los demás Estados y la comunidad científica.
Además, el modelo que ofrece el Tratado Antártico de 1959, un sistema de control mutuo a través de visitas a sus instalaciones y equipos Unidos es aplicable a las actividades en los cuerpos celestes.

## Consenso
El Comité de las Naciones Unidas para la Utilización del Espacio Exterior confines Pacíficos y sus subcomisiones científicas y técnicas y Jurídicas funcionan sobre la base de un consenso, es decir, todas las delegaciones de los Estados miembros deben convenir en cualquier asunto, versión de un tratado o nuevos puntos en los programas de la Comisión / Subcomisión. Una razón por la cual los tratados espaciales de los Estados Unidos carecen de definiciones y no son claras en otros aspectos, es que es más fácil lograr consenso cuando el lenguaje y los términos son vagos. En los últimos años, la Subcomisión de Asuntos Jurídicos no ha podido llegar a un consenso sobre la discusión de un nuevo acuerdo espacial amplio (cuya idea, sin embargo, fue propuesta por unos pocos Estados miembros). También es improbable que el Subcomité pueda acordar enmendar el Tratado del Espacio Exterior en un futuro previsible. Muchas naciones que operan en el espacio parecen creer que discutir un nuevo acuerdo espacial o una enmienda al Tratado del Espacio Exterior sería inútil y requiere mucho tiempo, porque las diferencias arraigadas con respecto a la apropiación de recursos, derechos de propiedad y otras cuestiones relacionadas con la actividad comercial hacen improbable el consenso.

## Acuerdo de la Estación Espacial Internacional de 1998
Además de los tratados internacionales que se han negociado en las Naciones Unidas, las naciones que participan en la Estación Espacial Internacional han firmado el acuerdo de 1998 entre los gobiernos de Canadá, los Estados miembros de la Agencia Espacial Europea, Japón y la Federación de Rusia. Estados Unidos relativa a la cooperación en la Estación Espacial Internacional Civil (el "Acuerdo sobre la Estación Espacial"). Este acuerdo establece, entre otras cosas, que la NASA es la agencia líder en la coordinación de las contribuciones y actividades de los Estados miembros en la estación espacial y que cada nación tiene jurisdicción sobre su propio módulo. El Acuerdo también prevé la protección de la propiedad intelectual y los procedimientos de enjuiciamiento penal. Este acuerdo puede muy bien servir de modelo para futuros acuerdos sobre cooperación internacional en instalaciones en la Luna y Marte, donde es probable que se establezcan las primeras colonias fuera del mundo y bases científicas / industriales.

## Leyes nacionales
El derecho espacial también abarca las leyes nacionales, y muchos países han aprobado la legislación espacial nacional en los últimos años. El Tratado sobre el espacio exterior requiere que las partes autoricen y supervisen las actividades espaciales nacionales, incluidas las actividades de entidades no gubernamentales, como las organizaciones comerciales y sin fines de lucro. El tratado del espacio exterior también incorpora la Carta de las Naciones Unidas por referencia y obliga a las Partes a velar por que las actividades se lleven a cabo de conformidad con otras formas de derecho internacional, como el derecho internacional consuetudinario (la costumbre y la práctica de los Estados).
El incremento de las actividades espaciales comerciales más allá del ámbito de la industria de las comunicaciones por satélite y el desarrollo de muchos aeropuertos espaciales comerciales está llevando a muchos países a considerar cómo regular las actividades espaciales privadas . El desafío es regular estas actividades de una manera que no obstaculice ni impida la inversión, al mismo tiempo que garantiza que las actividades comerciales cumplan con el derecho internacional. A las naciones en desarrollo les preocupa que las naciones espaciales monopolicen los recursos espaciales. [Cita requerida] Sin embargo, esto puede resolverse simplemente extendiendo la Convención de las Naciones Unidas sobre el Derecho del Mar al espacio exterior.
En mayo de 2015, el Congreso de los Estados Unidos estaba considerando la Ley de Exploración y Utilización de Recursos Espaciales de 2015.

## Órbita geoestacionaria
Los satélites en órbita geoestacionaria deben ocupar un solo anillo por encima del ecuador, aproximadamente 35.800 km en el espacio. El requisito de espaciar estos satélites significa que hay un número limitado de "ranuras" orbitales disponibles, por lo que solo un número limitado de satélites se pueden colocar en órbita geoestacionaria. Esto ha llevado a conflictos entre diferentes países que desean acceder a las mismas ranuras orbitales (países de la misma longitud pero con latitudes diferentes). Estas disputas se abordan a través del mecanismo de asignación de la UIT. Los países situados en el ecuador de la Tierra también han afirmado su demanda legal de controlar el uso del espacio por encima de su territorio, especialmente en 1976, cuando muchos países ubicados en el ecuador de la Tierra crearon la Declaración de Bogotá, Controlar el uso del espacio por encima de su territorio.

## Desarrollo en el futuro

### Explotación de recursos
Si bien este campo de la ley todavía está en su infancia, es en una época de rápido cambio y desarrollo. Posiblemente los recursos del espacio son infinitos. Si el transporte espacial comercial se hace ampliamente disponible, con costos de lanzamiento sustancialmente más bajos, entonces todos los países podrán cosechar los beneficios de los recursos espaciales. En esa situación, parece probable que el consenso sea mucho más fácil de lograr con respecto al desarrollo comercial y al asentamiento humano del espacio exterior. Los altos costos no son el único factor que impide la explotación económica del espacio: se sostiene que el espacio debe ser considerado como un entorno prístino digno de protección y conservación y que el régimen jurídico del espacio debe protegerlo aún más de ser utilizado como recurso para Las necesidades de la Tierra. El debate también se centra en si el espacio debe seguir definiéndose jurídicamente como parte del "patrimonio común del hombre" y, por tanto, no está disponible para reclamaciones nacionales, o si su definición jurídica debe modificarse para permitir la propiedad privada en el espacio .
A partir de 2013, los planes de la NASA de capturar un asteroide para 2021 han planteado preguntas sobre cómo el derecho espacial se aplicaría en la práctica .
En 2016, la nación de Luxemburgo ha establecido un marco legal formal que garantiza que las empresas privadas dedicadas a los recursos mineros en el espacio tengan derechos sobre esos recursos .

### Profesión legal
Michael Dodge, de Long Beach, Misisipi, fue el primer graduado en derecho para recibir un certificado de derecho espacial en los Estados Unidos. [27] [28] Dodge se graduó del Centro Nacional de Percepción Remota, Derecho Aéreo y Espacial en la Escuela de Derecho de la Universidad de Misisipi en 2008. [29] [30] Ahora es profesor asistente en el Departamento de Estudios Espaciales de la Universidad de Dakota del Norte .
La universidad de Sunderland es la primera universidad BRITÁNICA para ofrecer un módulo de la ley del espacio como parte de su programa del LLB .
La Facultad de Derecho de la Universidad de Nebraska ofrece la primera y única LL.M. de los Estados Unidos . Y Doctor en Ciencias de la Ley (J.S.D.) en el espacio, el ciber y el derecho de las telecomunicaciones. El profesor Frans von der Dunk, exdirector de investigación en derecho espacial en la Universidad de Leiden, se unió al programa en 2007. Además del LL.M., los estudiantes pueden obtener un J.D. en Nebraska Law con énfasis en el espacio y la ley de telecomunicaciones. El programa también recibe tres conferencias del espacio y de telecomunicaciones cada año .
Desde hace más de 10 años, la Universidad de París-Sud con el Instituto de Derecho Espacial y Telecomunicaciones ha ofrecido una Maestría en Derecho de las Actividades Espaciales y de las Telecomunicaciones. Este Master cuenta con el apoyo de numerosas empresas del sector espacial y de las telecomunicaciones .
En agosto de 2012, los estudiantes de la Universidad del Pacífico, McGeorge School of Law en Sacramento, California creó la Sociedad McGeorge para la Ley Espacial y la Política.
En septiembre de 2012, se estableció la Sociedad de Derecho Espacial (SLS) en la Facultad de Derecho Francis King Carey de la Universidad de Maryland. [36] Un equipo de recursos legales unido en Maryland, un "Estado de la Ciencia del Espacio", con Jorge Rodríguez, Lee Sampson, Patrick Gardiner, Lyra Correa y Juliana Neelbauer como miembros fundadores de SLS.
En agosto de 2014, los estudiantes de la Escuela de Derecho de la Universidad de Northeastern fundaron la Sociedad de Derecho Espacial de la escuela.
Desde 1951, la Facultad de Derecho de McGill en Montreal, Canadá, alberga el Instituto de Derecho Aéreo y Espacial, y ofrece una LL.M en Derecho Aéreo y Espacial. La Universidad de Leiden, Holanda, alberga un Instituto Internacional de Derecho Aéreo y Espacial y ofrece un LL.M. la licenciatura.
En 2014, los estudiantes en la universidad americana Washington College de la ley fundaron la sociedad de la ley del espacio de la escuela, con la ayuda de Pamela L. Meredith, abogado del espacio y profesor adjunto de las comunicaciones de satélite y de la ley espacial.